# Koppelcross
Koppelcross is onderdeel van het veldrijden. Het idee achter de koppelcross is om de jeugd enthousiast te maken voor de wielersport.
De koppelcross is bedacht door de voorzitter van de Nacht van Woerden, Arjan van der Horst en is voor het eerst gereden op 22 oktober 2002 tijdens de Nacht van Woerden.
De jeugdrenners beginnen de wedstrijd, na één volle ronde over het verkorte parcours nemen de koppelgenoten over en vervolgen de race. Zo rijden beide renners om en om hun rondjes, behalve de laatste ronde. Dan rijden de koppels gezamenlijk, waarbij de elite renner naast of achter de gekoppelde jeugdrenner blijft. Start en Finish is voor de VIP tent. Het aantal ronden wordt ter plaatse bepaald. Afhankelijk van beschikbare tijd en omstandigheden kan de koppelcross langer of korter duren.
De eliterenners hebben er veel voor over om deze wedstrijd te winnen. Om de feestvreugde te vergroten wordt er niet geschuwd om met remblokjes te knoeien of het achterwiel van Sven Nys om te draaien.
Deelnemerslijst koppelcross 22 oktober 2002.
In geel de latere beroepsrenners.
| Koppel | Jeugd categorie 5 (12 jaar) | Elite                |
| ------ | --------------------------- | -------------------- |
| 1      | Wouter Wippert              | Gerben de Knegt      |
| 2      | Jasper Ockeloen             | Thijs Verhagen       |
| 3      | Wesley Kreder               | Erwin Vervecken      |
| 4      | Steven van Leijen           | Jean-Pierre Leijten  |
| 5      | Geert van der Horst         | Bart Wellens         |
| 6      | Kevin Smit                  | Mario De Clercq      |
| 7      | Tommy Groffen               | Maarten Nijland      |
| 8      | Ivanka Dijkxhoorn           | Richard Groenendaal  |
| 9      | Michael Vingerling          | Wim Jacobs           |
| 10     | Kevin Sonneveldt            | Camiel van den Bergh |
| 11     | Tommy van Beem              | Arne Daelmans        |
| 12     | Tamor Hartogs               | Sven Nys             |
| 13     | Joeri van der Klundert      | Wim de Vos           |
| 14     | Sepp Versluis               | Geert Wellens        |
| 15     | Erwin Scholman              | Wilant van Gils      |